# میرزا ابوالقاسم زنجانی
میرزا ابوالقاسم زنجانی فرزند میرزا محمّد باقر بن علی نقی، از علما و مجتهدین اواخر دوره قاجار است. اصل این خاندان علمی از زنجان و از نسل  میر محسن موسوی هستند. میر محسن جدّ سادات موسوی زنجان و اصفهان است. جد او میرزا علی نقی زنجانی (متوفی ۱۲۵۸ هجری قمری) به اصفهان مهاجرت نموده و سرسلسله خاندان علمی موسوی زنجانی در اصفهان به شمار می‌رفته‌است.

## اساتید در اصفهان
- محمدهاشم چهارسوقی خوانساری نوه سید ابوالقاسم خوانساری (میرصغیر) و از نوادگان سید ابوالقاسم خوانساری (میرکبیر)
- حاج میرزا بدیع درب امامی[۲]

## اساتید در نجف
- میرزا حبیب‌الله رشتی
- ملا لطف الله مازندرانی
- شیخ الشریعه اصفهانی
- حاج ملّا محمّد ایروانی[۲]

## فعالیت سیاسی
در دوره مشروطیّت وی را هم فکر و همراه با شیخ محمّد تقی نجفی (آقا نجفی اصفهانی) و حاج آقا نورالله نجفی اصفهانی است. در اکثر جلسات انجمن ولایتی و حمایت‌های علما از حاج آقا نورالله نجفی از او نیز نام برده شده‌است. بیشترین حضور وی در فعالیت‌های اجتماعی، در مبارزه با انحرافات عقیدتی و اخلاقی بوده و در این زمینه اقداماتی انجام داده بود.

## مبارزه علیه بازار خارجی
علاوه بر این در زمینه فعالیت اقتصادی دوره مشروطه نیز وی به همراهی  حاج آقا نورالله نجفی اصفهانی پرداخته‌است. از جمله در زمینه مبارزه با سلطه بازار خارجی در ایران از وی در کنار سیزده تن از علمای اصفهان نام برده شده‌است.

### اعلامیه پنج ماده‌ای
وی طی یک اقدام بدیع در اواسط جمادی الاول ۱۳۲۴ و در آستانه مهاجرت علمای تهران به قم (مهاجرت کبری)، به همراهی ۱۳نفر از علمای طراز اول اصفهان از جمله آقا نجفی اصفهانی، حاج آقا نورالله نجفی اصفهانی، آیت الله سید ابوالقاسم دهکردی،شیخ مرتضی ریزی، میرزا محمدتقی مدرس، سیدمحمدباقر بروجردی، میرزا محمد مهدی جویباره‌ای، محمدحسین فشارکی، آقامحمدجواد قزوینی و رکن‌الملک شیرازی موارد زیر را متعهد شدند:
این خدام شریعت مطهره با همراهی جناب رکن‌الملک، متعهد و ملتزم شرعی شده‌ایم که مهماامکن بعد ذلک تخلف ننماییم، فعلا ۵فقره‌است:
- اولاً: قبالجات و احکام شرعیه از شنبه به بعد روی کاغذ ایرانی بدون آهار نوشته شود. اگر بر کاغذهای دیگر نویسند مهر ننموده و اعتراف نمی‌نویسیم. قباله و حکمی هم که روی کاغذ دیگر نوشته بیاورند و تاریخ آن بعد از این قرارداد باشد امضا نمی‌نماییم. حرام نیست کاغذ غیرایرانی و کسی را مانع نمی‌شویم؛ ماها به این روش متعهدیم.
- ثانیا: کفن اموات، اگر غیر از کرباس و پارچه اردستانی یا پارچه دیگر غیرایرانی باشد متعهد شده‌ایم برآن میت، ماها نماز نخوانیم. دیگر برای اقامه صلوه بر آن میت بخواهند ماها را معاف دارند.
- ثالثا: ملبوس مردانه جدید، که از این تاریخ به بعد دوخته و پوشیده می‌شود، قرار دادیم مهما امکن، هر چه بدلی در ایران یافت می‌شود لباس خودمان را از آن منسوخ نماییم و منسوخ غیرایرانی را نپوشیم و احتیاط نمی‌کنیم و حرام نمی‌دانیم لباس‌های غیرایرانی را اما ماها ملتزم شده‌ایم حتی‌المقدور بعد از این تاریخ ملبوس خود را از منسوج ایرانی بنماییم. تابعین ماها نیز کذلک و متخلف توقع احترام از ماها نداشته باشد. آنچه از سابق پوشیده و داریم و دوخته‌ایم ممنوع نیست استعمال آن.
- رابعا: مهمانی‌ها بعد ذلک ولو اعیانی باشد، چه عامه، چه خاصه، باید مختصر باشد یک پلو و یک چلو و خورش و یک افشره. اگر زائد بر این تکلیف، احدی ما را به محضر خود وعده نگیرد. خودمان نیز به همین روش مهمانی می‌نماییم هر چه کمتر و مختصرتر از این تکلیف کردند، موجب مزید امتنان ماها خواهد بود.
- خامسا: وافوری اهل وافور را احترام نمی‌کنیم و به منزل او نمی‌رویم زیرا که آیات باهره:«إِنَّ الْمُبَذِّرِینَ کَانُوا إِخْوَانَ الشَّیَاطِینِ» «وَلا تُسْرِفُوا اِنَّهُ لا یُحِبُّ الْمُسْرِفِینَ» «وَلا تُلْقُوا بِأَیْدِیکُمْ إِلَی التَّهْلُکَه» و حدیث «لاضرر و لاضرار» ضرر مالی و جانی و عمری و نسلی و دینی و عرضی و شغلی آن محسوس و سری است و خانواده‌ها و ممالک را به باد داده. بعد از این هر که را فهمیدیم وافوری، به‌نظر توهین و خفت می‌نگریم.

همچنین در نامه‌ای که اهداف آقا نجفی اصفهانی و علمای اصفهان را از مشروطیّت بیان نموده، وی نیز به مانند سایر علما، بر پایه اجرای قوانین اسلامی از مشروطیّت حمایت نموده‌است  و به  همراه نورالله نجفی اصفهانی در تشکیل شرکت اسلامیه با علمای اصفهان همکاری داشته‌است.

## درگذشت
وی در سال  ۱۲۹۶ شمسی مطابق با ۱۳۳۶ هـ. ق. درگذشت و در قبرستان تخت فولاد در قسمتی که به نام او به تکیه زنجانی معروف گشت به خاک سپرده شد.